# Bayu (Seulimeum)
Bayu is een bestuurslaag in het regentschap Aceh Besar van de provincie Atjeh, Indonesië. Bayu telt 378 inwoners (volkstelling 2010).